# 艾恩巴赫河 (伊薩爾河支流)
47°45′51″N 11°32′35″E / 47.76424°N 11.54295°E

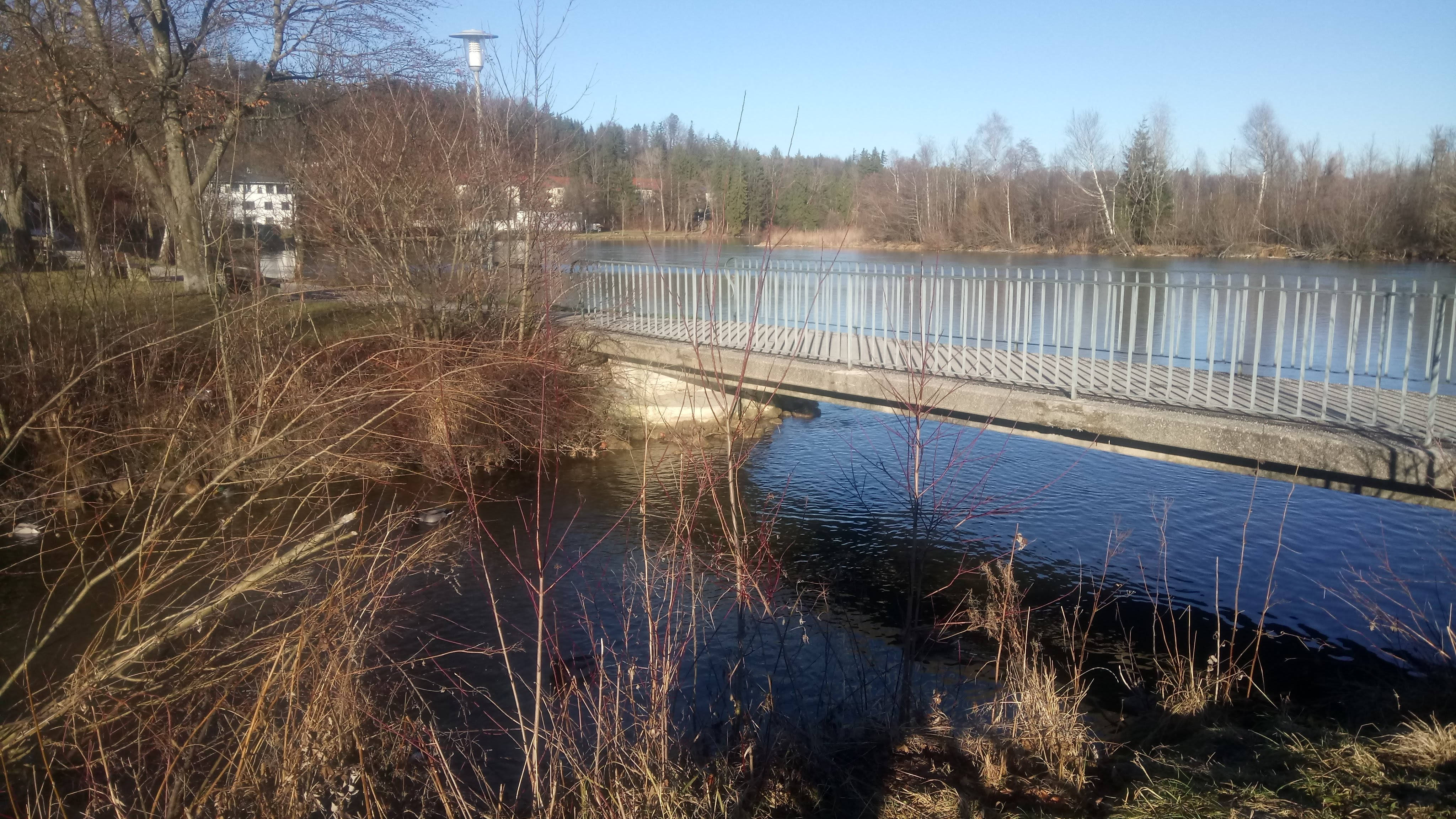

艾恩巴赫河是德國的河流，位於該國東南部，由巴伐利亞負責管轄，屬於伊薩爾河的左支流，流經巴特特爾茨-沃爾夫拉茨豪森縣，河道全長5.9公里。